# Ostrobótnia do Sul
A Ostrobótnia do Sul (em finlandês: Etelä-Pohjanmaan, sueco: Södra Österbotten) é uma  região da Finlândia localizada na província da Finlândia Ocidental, sua capital é a cidade de Seinäjoki. Possui cerca de 190 mil habitantes.

## Municípios
A Ostrobótnia do Sul está subdividida em 26 municípios (população estimada em 31/10/2006 entre parênteses):
| 1. Ähtäri * (6.887) 2. Alajärvi * (8.924) 3. Alavus * (9.585) 4. Evijärvi (2.873) 5. Ilmajoki (11.525) 6. Isojoki (2.539) 7. Jalasjärvi (8.563) 8. Karijoki (1.643) 9. Kauhajoki * (14.494) 10. Kauhava * (7.998) | 1. Kuortane (4.195) 2. Kurikka * (10.507) 3. Lappajärvi (3.632) 4. Lapua * (14.084) 5. Seinäjoki * (36.639) 6. Soini (2.604) 7. Teuva (6.189) 8. Vimpeli (3.388) |

* Municípios com status de cidade.